# Karsten Green
 Der er for få eller ingen kildehenvisninger i denne artikel, hvilket er et problem. Du kan hjælpe ved at angive troværdige kilder til de påstande, som fremføres i artiklen.

Karsten Green (født 1978 i Greve) er en dansk stand-up-komiker.
Han er kendt fra Comedy Tour 2007 og Comedy Fight Club på TV 2 Zulu, hvor han har deltaget i tre sæsoner. Senest har han været vært på UPS! Det er live, Tåber på eventyr og Zulus Store Datingshow.

## Stand-Up
I 2006 lavede han en mini-tour med Linda P og Torben Chris med den ironiske titel Os fra tv, hvor de med stor succes[kilde mangler] var rundt på landets klubber og uddannelsessteder. Siden har Karsten Green optrådt adskillige gange på Comedy Zoo, Kulcaféen og turnéen Os fra TV og medvirket i TV2 Zulus Comedy Fight Club i 2007. Han har også været med i Zulu Gumball, på TV2 Zulu, sammen med Mascha Vang og Pelle Hvenegaard i 2011.